# Jérôme d'Avost
Jérôme d'Avost, ou Hiérosme d'Avost, dit aussi Hiérosme de Laval, né en 1558 à Laval où il est mort en 1592, est un poète français. Son portrait gravé se trouve en tête de sa traduction des Sonnets de Pétrarque, avec cette légende : Annos 23 nains, 1583.

## Biographie
Fils d'un avocat et échevin de Laval, il fait ses études à Paris, puis voyage en Allemagne, aux Pays-Bas, en Italie et en Espagne. De retour en France vers 1582, il  est admis à la cour de Marguerite de Valois, reine de Navarre, et publie ses premières traductions de l'italien. Il est signalé parmi les beaux esprits de la cour.
Il veut alors épouser Philippine du Prat, la fille d'un chambellan, François du Prat, à qui il dédie un volume de poésies, mais il est éconduit.
Désabusé et ruiné, il retourne à Laval, où il se fait avocat et se marie pauvrement. En 1584, il est à Paris, puis à Lyon, où il cherche en vain à faire publier ses traductions. Il meurt prématurément, un an avant son père, à l'âge de 34 ans.

## Analyse littéraire
Ses contemporains estimèrent surtout ses traductions. La Croix du Maine, qui était son ami, les a beaucoup louées. Sa traduction des sonnets de Pétrarque, à laquelle son nom reste attaché, n'a guère donné satisfaction, ni à ses contemporains ni à la postérité. Quant à ses propres compositions, écrit Emmanuel Louis Nicolas Viollet-le-Duc, elles « ne donnent pas de son goût une idée plus avantageuse ; il affectionne l'acrostiche et surtout l'anagramme, et il n'y est pas heureux. Ses sonnets, ses odes, ses élégies, ne m'ont pas fourni un vers à citer. »
Jérôme d'Avost laissa de nombreux manuscrits et des traductions qui sont restées inédites : 
- deux sonnets, l'un dédié à La Croix du Maine, l'autre à Antoine du Verdier ;
- des Quatrains de la vie et de la mort ;
- une traduction des Epístolas familiares d'Antonio de Guevara ;
- une traduction des Due Cortigiane de Lodovico Domenichi [5] ;
- un recueil de textes traduits de Luis de Granada ;
- une traduction partielle de La Jérusalem délivrée intitulée La Croisade[6].

La devise de ce poète était : De truerte vida.

## Publications
- Les Amours d'Isménias et de la chaste Isménie, traduicts du grec d'Eustatius en vulgaire toscan par Lelio Carani, et depuis fais françois par Hierosme d'Avost, de Laval, 1582
- Dialogue des grâces et excellences de l'homme et de ses misères et disgraces divinement représentées en langue italienne par le seigneur Alphonse Ulloa, et déclarées à la France par Hiérosme d'Avost, de Laval. À la Sérénissime Royne de Navarre, 1583. Alonso de Ulloa n'est pas l'auteur de ce dialogue : il l'a traduit de l'espagnol en italien ; l'auteur espagnol est Perez Mexia.
- Poésies de Hiérosme d'Avost, en faveur de plusieurs illustres et nobles personnes. Aux illustres sœurs Philippe et Anne Du Prat et de Tiert, 1583. Les Poésies de Jérôme d'Avost se composent d'élégies et d'anagrammes[7]
- Essais de Hiérosme d'Avost, sur les Sonets du divin Pétrarque, avec quelques autres poésies de son invention, 1584. Réédition : Essais sur les sonets du divin Pétrarque, texte présenté et annoté par Keith Cameron et Madeleine Constable, Exeter : University of Exeter, 1974
- L'Apollon de Hierosme de Laval (en vers) : aus illustres damoiselles, mes damoiselles de Mandelot, 1587 Texte en ligne

## Source biographique
- Barthélemy Hauréau, Histoire litteraire du Maine, volume 1
- Émile Picot, Les Français italianisants au XVIe siècle, Paris : H. Champion, vol. 1, 1906, p. 215-222